# Park Sanguszków w Tarnowie
Park Sanguszków w Tarnowie – park miejski znajdujący się w tarnowskiej dzielnicy Gumniska, założony przez książąt Sanguszków, kiedy byli właścicielami miasta.

## Lokalizacja
Park położony jest w dzielnicy Gumniska, w południowo-wschodniej części Tarnowa. Obszar zespołu parkowo-pałacowego Sanguszków obejmuje powierzchnię ok. 37 hektarów, natomiast powierzchnia właściwego parku liczy 10,25 ha. Park od północy i wschodu ograniczony jest ulicami Braci Saków oraz Sanguszków, natomiast od południa graniczy z potokiem Strusinka.

## Charakterystyka
Park Sanguszków jest parkiem krajobrazowo-naturalistycznym o powierzchni 10,25 ha usytuowanym na stokach wzgórza pałacowego. W starodrzewie dominują rodzime gatunki drzew liściastych i iglastych, z domieszką gatunków egzotycznych (m.in. tulipanowce, platany, sosny wejmutki). Platan klonolistny rosnący przed pałacem, będący pomnikiem przyrody, jest prawdopodobnie drzewem o największym obwodzie pnia w Tarnowie. Na południowym stoku, poniżej pałacu, usytuowany jest dwupoziomowy ogród w stylu włoskim, w środku którego znajduje się fontanna. Południowo-zachodnia część parku ma charakter leśny.
Drzewa rozmieszczone są nieregularnie – rosną pojedynczo lub w grupach. W regularnych układach drzew nasadzono: aleję lipową, aleję klonowo lipową i alejkę grabową. Najczęściej występuje lipa drobnolistna (416 sztuk) oraz grab pospolity (223 sztuki), a także żywotnik zachodni (19 sztuk), świerk pospolity (11 sztuk) i modrzew europejski (8 sztuk). W oranżerii przechowywano rośliny egzotyczne, m.in. palmy, oleandry, cykasy, agawy, niektóre latem umieszczano na frontowym gazonie.
Istotnymi elementami ogrodowymi były klomby, występujące pojedynczo na terenie parku, lub w grupie przed ścianą frontową pałacu. Północna część była wzbogacona lustrami wody.
W południowej części parku znajduje się najcieplejsze miejsce w Polsce.

## Historia
Początki parku sięgają końca XVIII w., wtedy po południowej stronie pałacu Sanguszków utworzono ogród w stylu barokowo-klasycyzującym. Wincenty Balicki, autor przewodnika po mieście, wspomniał w 1829 o ogrodzie „w smaku holenderskim”. Prawdopodobnie wtedy, w południowo-zachodniej części parku, utworzono ogród w stylu włoskim. Prawdopodobnie z tego też okresu pochodzi kolista droga podjazdowa i egzotyczne drzewa (platan klonolistny, tulipanowiec amerykański) na północnym zboczu wzgórza gumniskiego. Pozostałą część parku stanowił park krajobrazowy, o nieregularnej siatce alejek, ze swobodnie rozmieszczonym drzewami, a także zbiornikami wodnymi. Park pierwotnie był ogrodem krajobrazowym w stylu romantycznym, łączącym się z układami założenia barokowego. Tereny parku były wykorzystywane również gospodarczo; po wschodniej stronie pałacowej oficyny mieściły się ogrody użytkowe. Początkowo przez park dojeżdżano do pałacu od strony wschodniej, z drogi wiodącej na południe (w kierunku Zawady). Droga dojazdowa przez park od zachodu pochodzi z późniejszego okresu.
Na początku XX wieku park został zreorganizowany w kierunku naturalistycznym; zlikwidowano wówczas ogrody warzywne oraz zbudowano inspekty i szklarnie, a także konny tor wyścigowy i stajnie. Powstała również szkółka drzewek ozdobnych i owocowych oraz sady. W parku pojawiły się też kamienne figury o charakterze sakralnym. W latach 30. XX wieku wprowadzono zmiany modernistyczne, widoczne w południowym ogrodzie włoskim. W parku usytuowany był wówczas także kort tenisowy oraz kręgielnia. Ścieżki i drogi dojazdowe wysypane były drobnym żwirem. Całe założenie parkowo-pałacowe, jako własność prywatna, ogrodzone było około dwumetrowym drewnianym płotem z dwiema bramami wjazdowymi przy portierniach, bramą gospodarczą i furtką prowadzącymi do sadu.
Zmiana systemu politycznego państwa w 1944 spowodowała parcelację, przeprowadzoną w 1947 roku: tereny zespołu pałacowo-parkowego przeszły na własność Skarbu Państwa. Byłe tereny Sanguszków podzielono pomiędzy kilku użytkowników, park wraz z pałacem został przekazany Tarnowskiej Szkole Ogrodniczej (od 1975 Zespół Szkół Ogrodniczo-Rolniczych). Zburzono stajnie oraz częściowo zasypano kanały nawadniające, wskutek czego wyschły parkowe stawy. W latach 70. XX wieku zlikwidowano również szklarnie. W 1966, we wschodniej części parku, oddano do użytku internat szkolny. W 2019 przebudowane budynki byłego już internatu otwarto w nowym charakterze. W związku z budową drogi do Rzędzina w latach 70. okrojono od północy park o pas szerokości około 5 m. Również od wschodu zmniejszono park. W 1974 zasiedlono blok mieszkalny dla 18 rodzin nauczycielskich i pracowniczych. W latach 80. na niewielkim tarasie ciepłego zbocza założono rozarium.
W listopadzie 1968 roku park wraz z pałacem został wpisany do rejestru zabytków, a w 2003 roku został uznany za park gminny.
W 2016 roku w ramach Budżetu Obywatelskiego wyremontowane zostały znajdujące się w parku schody.
W 2018 roku bez wiedzy i zgody konserwatora zabytków wyasfaltowano drogę prowadzącą na południe. W 2020 zrewitalizowano fontannę, położoną w środku ogrodu włoskiego.

## Galeria

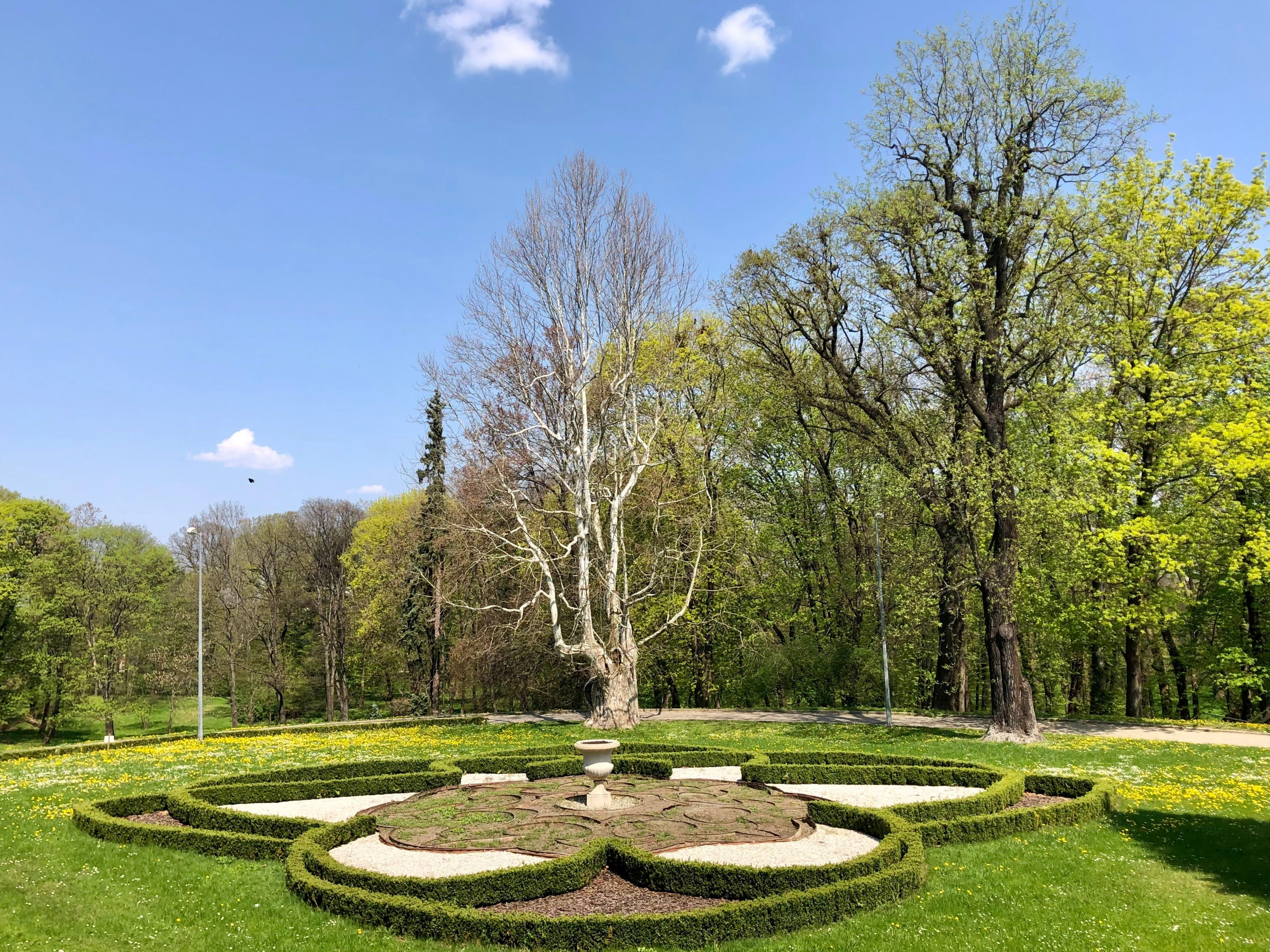
Widok na północną część parku.
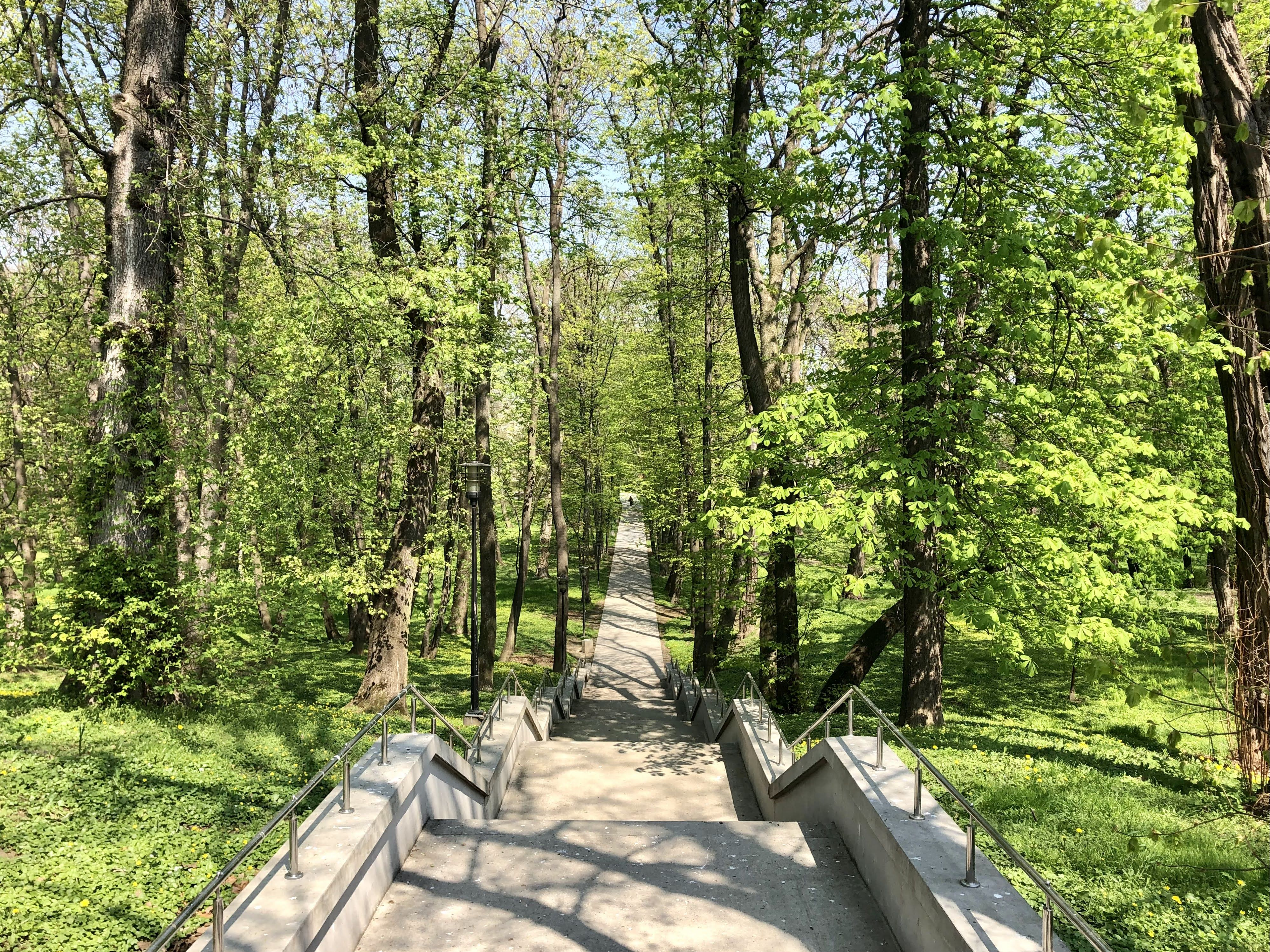
Schody i alejka parku wiodąca ku północnemu wejściu.
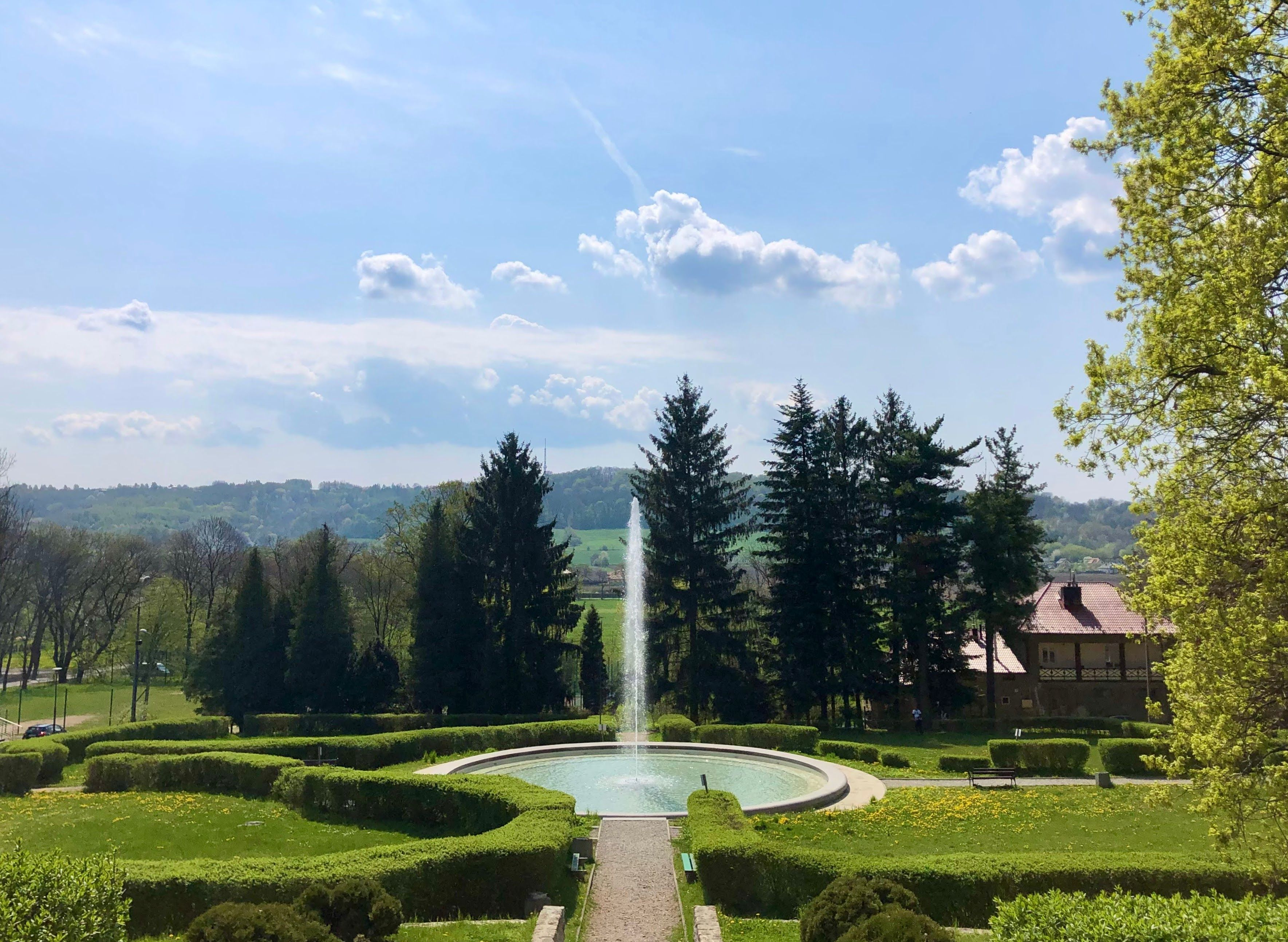
Widok na fontannę i ogród włoski.
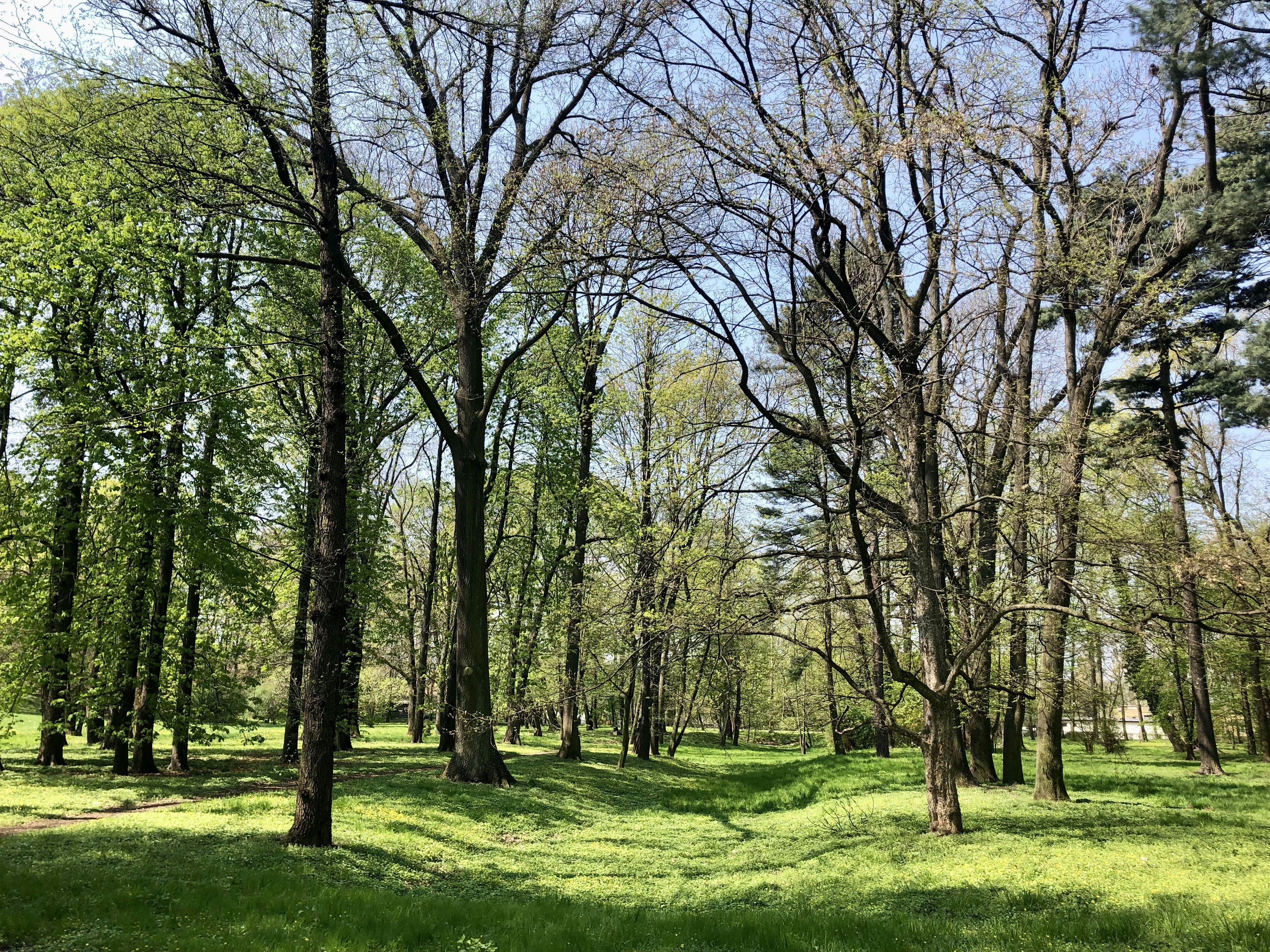
Północna część parku.
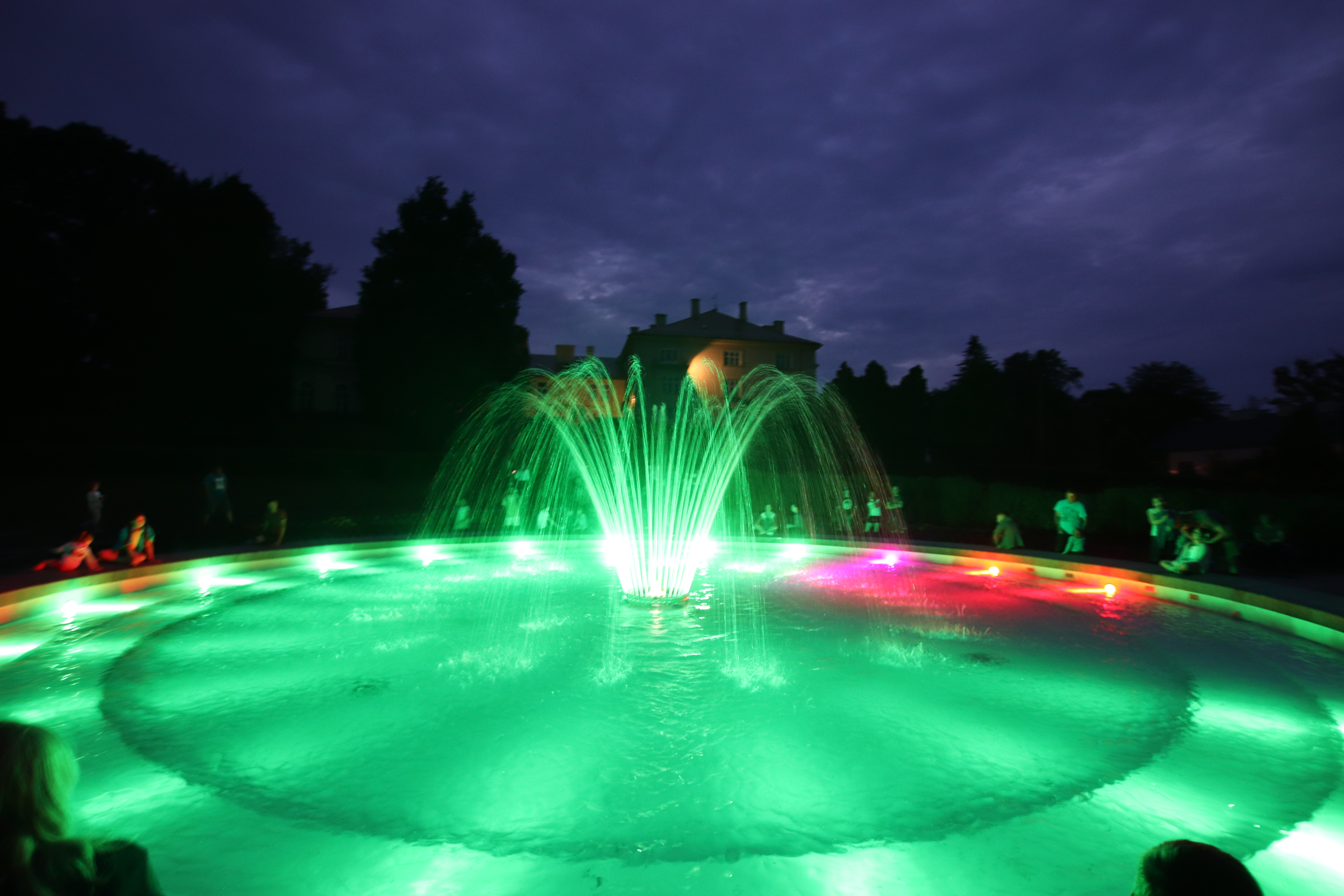
Parkowa fontanna nocą.
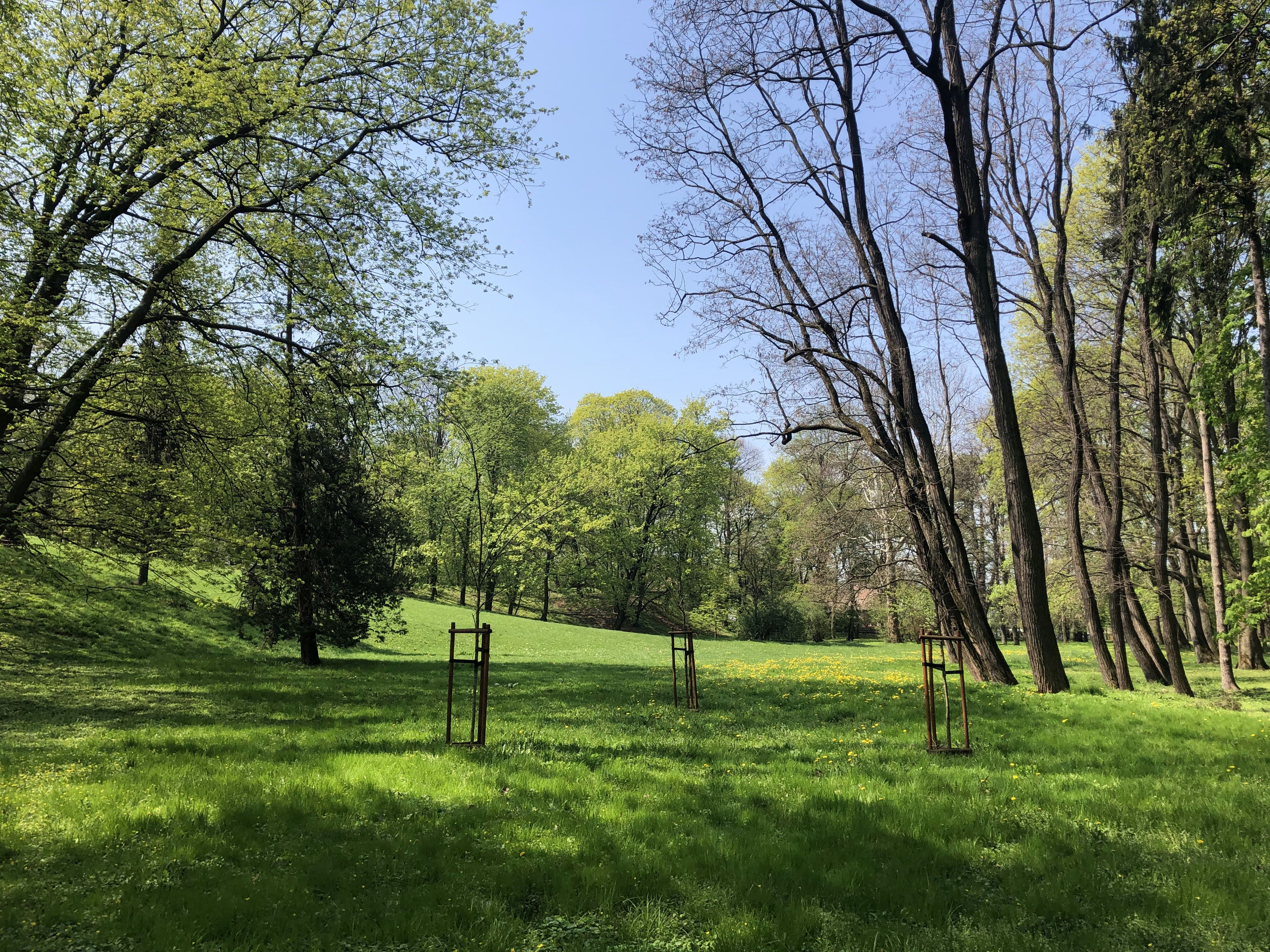
Widok na północno-zachodnią część parku.
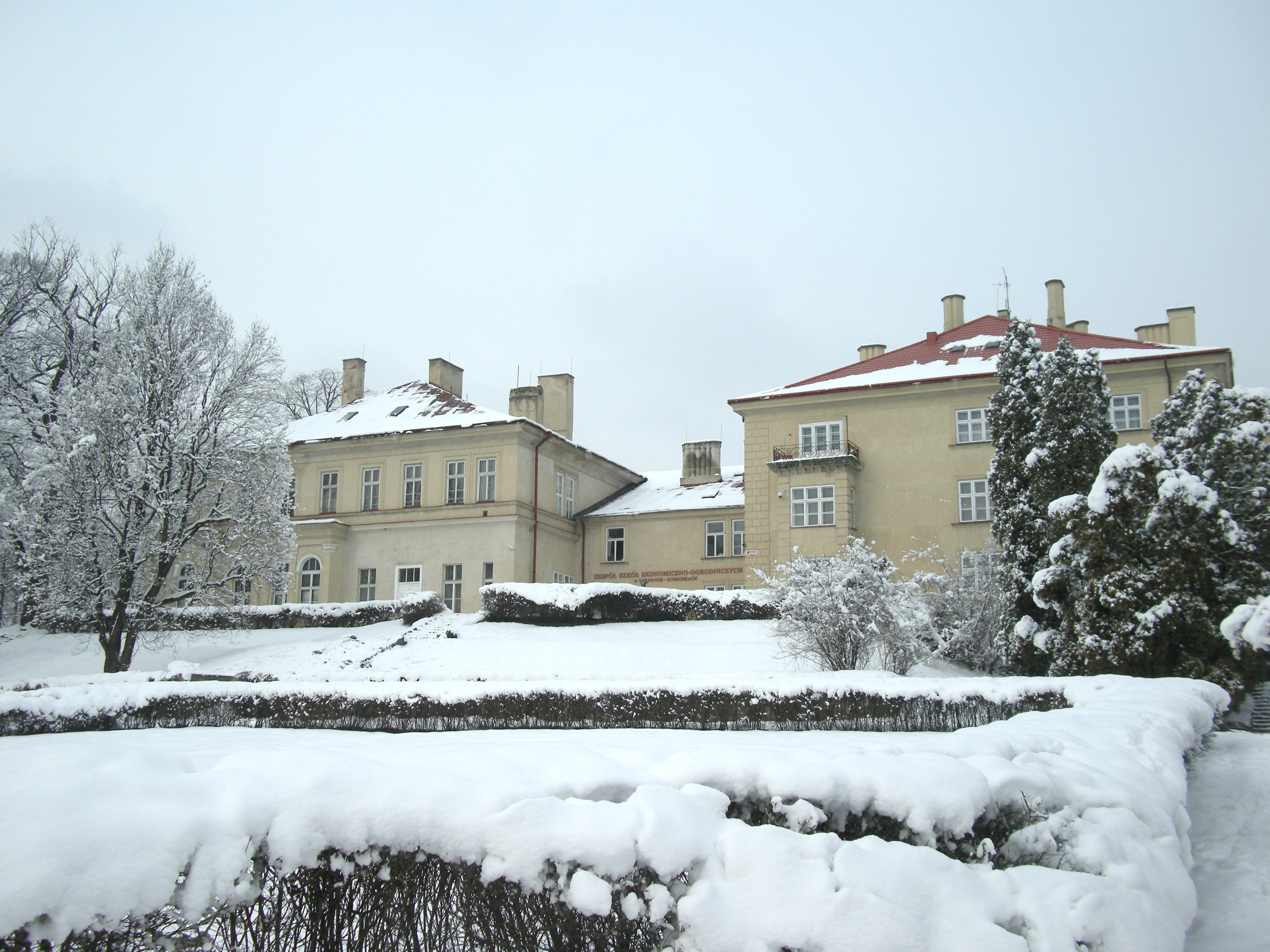
W centrum parku znajduje się budynek pałacowy.